# Alivio preciso de la pobreza
«Alivio preciso de la pobreza» o «alivio de la pobreza con medidas específicas» (en idioma chino: 精准扶贫) es una política especial para el trabajo y alivio de la pobreza en China. Fue presentada el 2013 por Xi Jinping, secretario general del Partido Comunista chino.
En noviembre de 2013, Xi Jinping propuso por primera vez el alivio preciso de la pobreza en la aldea Shibadong del condado Huayuan, en la provincia de Hunan. En junio de 2015, Xi celebró en la provincia de Guizhou un simposio de jefes del Partido de distritos, ciudades y condados de la provincia, donde se debatió profundamente la idea general de alivio preciso de la pobreza y los requisitos básicos. En la conferencia central sobre alivio de la pobreza, el secretario general del PCCh Xi Jinping desarrolló íntegramente una estrategia básica para el alivio preciso de la pobreza, y subrayó la necesidad de lograr las "seis precisiones": precisión en el objetivo del apoyo, precisión en los preparativos de los proyectos, precisión en el uso de los fondos, precisión para que las medidas lleguen a los afectados, precisión en la reubicación de personas y precisión en la efectividad de la reducción de la pobreza. Xi Jinping pidió la implementación de los "cinco lotes", entre ellos, lote de desarrollo de producción para el alivio de la pobreza, lote de reubicación para el alivio de la pobreza, lote de compensación ecológica para el alivio de la pobreza, lote de desarrollo de la educación para el alivio de la pobreza etc, y además pidió implementar beneficios para la salud y el alivio de la pobreza, entre otros. Por último, pidió la resolución de los «cuatro problemas» como a quién apoyar y quién ayuda, etc.